# Kamisato
Kamisato (上里町 Kamisato-machi?) es un pueblo en la prefectura de Saitama, Japón, localizado en la parte central de la isla de Honshū, en la región de Kantō. El 1 de marzo de 2021 tenía una población estimada de 29 987 habitantes y una densidad de población de 1028 personas por km².

## Geografía
Kamisato está localizado en el extremo noroeste de la prefectura de Saitama, separado de la prefectura de Gunma por el río Kanna y aislado del resto de Saitama por las montañas Chichibu. Limita con la ciudad de Honjō y el pueblo de Kamikawa en Saitama y con Takasaki, Fujioka y Tamamura en la prefectura de Gunma.

## Historia
La villa de Kamisato fue creada el 3 de mayo de 1954 por la fusión de Jimbohara, Kami, Shichihongi y Nagahata, todos dentro del distrito de Kodama. Kamisato fue elevado al estatus de pueblo el 3 de noviembre de 1971.

## Demografía
Según los datos del censo japonés, la población de Kamisato ha crecido rápidamente en los últimos 50 años.
| Gráfica de evolución demográfica de Kamisato entre 1940 y 2015 |
|                                                                |
| Oficina de Estadística de Japón                                |